# Ekedals naturreservat

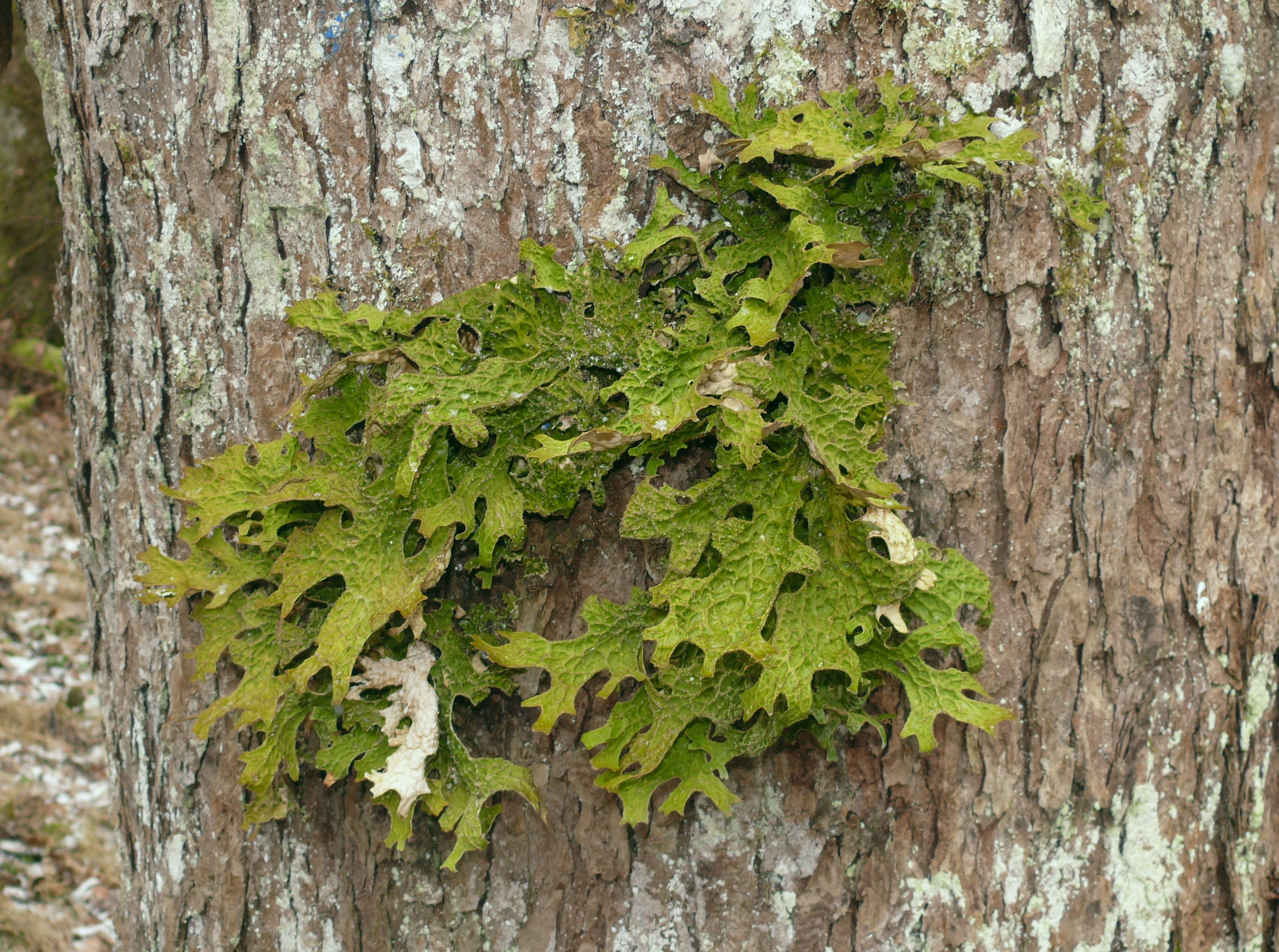
Lunglav

Ekedal är ett naturreservat i Tranemo kommun i Västra Götalands län.
Området är skyddat sedan 2011 och är 25 hektar stort. Det är beläget 6 km söder om Sjötofta vid gamla Ekedals säteri och består av kuperade hagmarker med gamla grova lövträd.
Inom reservatet växer björk, asp, lönn, lind, hassel och grova ekar. På äldre aspar växer lunglav. I övrigt finns flera signalarter som bårdlav, rostfläck, sotlav och fällmossa. 
Reservatet förvaltas av Västkuststiftelsen.